# Anita Burdman Feferman
Pour les articles homonymes, voir Feferman.
Anita Burdman Feferman (27 juillet 1927 - 9 avril 2015) est une historienne des mathématiques et biographe américaine, connue pour ses biographies de Jean van Heijenoort et (avec son mari, le logicien Solomon Feferman) d'Alfred Tarski,. 

## Biographie
Anita Feferman  nait le 27 juillet 1927. Originaire de Los Angeles,  elle fréquente la Hollywood High School (en) et l'université de Californie à Los Angeles avant d'obtenir un bachelor en 1948 à l'université de Californie à Berkeley. Elle devient institutrice dans le système scolaire d'Oakland, en Californie et obtient un diplôme d'enseignement à Berkeley. En 1956, comme son mari Solomon Feferman prend un poste à l'université Stanford, elle déménage avec lui et leurs deux filles de l'East Bay vers la péninsule de San Francisco. Elle décède le 9 avril 2015.

## Publications
À Stanford, Feferman intègre un séminaire sur la biographie dirigé par Barbara A. Babcock (en) et Diane Middlebrook. Elle écrit une biographie, de Jean van Heijenoort, qu'elle intitule Politics, Logic, and Love: The Life of Jean van Heijenoort (Jones et Bartlett, 1993), qui est également publiée sous le titre From Trotsky to Gödel: The Life of Jean van Heijenoort (CRC Press, 2001). Avec Solomon Feferman, elle  co-signe une biographie d'Alfred Tarski, ayant pour titre Alfred Tarski: Life and Logic (Cambridge University Press, 2004).